# Pauwoogzoetwaterrog
De pauwoogzoetwaterrog of pauwoogstekelrog (Potamotrygon motoro) is een veelvoorkomende zoetwaterrog uit Zuid-Amerika.

## Kenmerken
De vis kan een lengte van bijna 100 cm bereiken en een gewicht van 15 kilogram waarbij de diameter van het lichaam ongeveer 35 cm bedraagt. De staart draagt geen staartvin en de kleine buikvinnen zijn onder de borstvinnen verstopt. Het lichaam is bruinachtig met donkere vlekken. Ze kunnen 10 tot 15 jaar oud worden.

## Leefwijze
Deze zoetwaterrog voedt zich met garnalen, kleine visjes, schaaldiertjes en wormen. Door zijn camouflage is de vis op een zanderige ondergrond moeilijk te onderscheiden. Het begraven doet hij door heel hard met zijn vleugels te wapperen, zodat het zand omhoog gaat en langzaam over hem heen komt te liggen. Hierdoor kunnen ze makkelijker voedsel vangen, zoals bijvoorbeeld garnaaltjes, kleine visjes, schaaldieren, rode muggelarven en wormen. Zelf hebben ze niet echt veel vijanden, afgezien van kaaimannen en grote vissen. Hoewel de vis ook wel in aquaria wordt gehouden kan hij met zijn staart zeer gevaarlijke steken uitdelen. Het dier is levendbarend.

## Verspreiding en leefgebied
Via de Amazone en de Orinoco komt de rog voor in Argentinië, Brazilië, Paraguay, Uruguay en Venezuela.